# Ватанабэ, Цугуми
Цугуми Ватанабэ (яп. 渡邉•つぐみ, родилась 19 февраля 1969 года в префектуре Айти) — японская конькобежка, специализирующаяся в шорт-треке. Участвовала в Олимпийских играх 1992 года. Чемпионка мира 1985 года в эстафете, 3-хкратная серебряный призёр чемпионатов мира.

## Спортивная карьера
Цугуми Ватанабэ впервые участвовала на чемпионате мира 1982 года в Монктоне, где с командой заняла второе место в эстафете. В 1984 году на чемпионате мира в Питерборо Ватанабэ выиграла вторую серебряную медаль в эстафете, а в личном зачёте заняла 10-е место. Золото выиграла в эстафете 1985 года на мировом первенстве в Амстердаме, а в многоборье стала 17-й. С 1986 по 1991 год Цугуми не входила в состав национальной сборной, но в 1991 и 1992 годах на мировых первенствах участвовала в эстафетах, но заняла только 4-е и 6-е место соответственно. В 1992 году была запасной в эстафете на Олимпийских играх в Альбервилле , но команда заняла 4-е место, следом на втором домашнем командном чемпионате мира в Минамимаки она заняла в месте с командой 2 место, получив очередную серебряную награду.

## Карьера тренера
После завершения карьеры Цугуми Ватанабэ закончила Токийский медицинский колледж, работала в Глобальном институте спортивной медицины, с конца 90-х годов работала тренером по шорт-треку в национальной сборной.